# Alexandr Andrejevič Baranov
Alexandr Andrejevič Baranov (rusky Александр Андреевич Баранов) (4. prosince 1747 Kargopol – 28. dubna 1819 Jávské moře) byl ruský kupec a první správce Ruské Ameriky.

## Život před Amerikou
Alexandr Andrejevič Baranov se narodil do rodiny drobného obchodníka v Kargopoli. Získal pouze domácí vzdělání, nenavštěvoval žádné školy. V patnácti letech utekl z domova do Moskvy, kde se stal úředníkem. Ve svých 30 letech se oženil s Matrjonou Alexandrovnou Markovovou (? - 1806), mladou vdovou po obchodníkovi. Svatba se pravděpodobně konala v kostele Zvěstování Panny Marie ve farnosti, kde stál i jejich dům. Baranov přijal Matrjoniny děti z prvního manželství, ale vlastní děti neměli.
Z úřednické služby přešel k obchodu, který tak původně nesnášel a před kterým utekl z domova. Zabýval se obchodem v Moskvě, Petrohradě, rodném Kargopoli a Oloněcké gubernii. Obchodoval hlavně s kožešinami, které ho zavedly na Sibiř, kde v pohraničí viděl více příležitostí k obchodu. V roce 1780 se spolu s ženou a adoptovanými dětmi přestěhoval do Irkutsku. Tam spojil své síly s bratrem, s nímž založil obchod s kožešinami, také pracoval jako výběrčí daní. V Irkutsku brzy vlastnil dvě manufaktury a také každoročně vysílal několik rybářských výprav do severovýchodní Asie a na Aljašku. Pro svoje obchodní úspěchy a kontakty byl v roce 1787 zvolen čestným členem Imperiální svobodné ekonomické společnosti, vlivné lobbistické skupiny.
Během krátké doby ale přišlo několik obchodních zvratů, Baranov přišel o téměř všechen svůj majetek a téměř zbankrotoval.

## Založení Ruské Ameriky
Obchodník a vizionář Grigorij Ivanovič Šelechov založil na ostrově Kodiak osadu, která měla posílit rostoucí ruský námořní obchod s kožešinami. V roce 1790 nabídl bankrotujícímu Baranovi pětiletou smlouvu počínaje podzimem 1790 na funkci hlavního správce Americké severovýchodní, severní a kurilské společnosti, kde měl Baranov za úkol zřizovat a spravovat obchodní stanice v oblasti ostrova Kodiak. Ostrov Kodiak byl centrum Ruské Ameriky po celých 20. let. Nejbližší evropskou osadou na západoamerickém pobřeží byla tehdy malá španělská misie v Kalifornii.
Snad díky hrozícímu bankrotu, který Baranov na poslední chvíli odvrátil a nebo díky tomu, že měl na pět let odcestovat na Aljašku, došlo k rozpadu jeho rodiny. Oba manželé se odcizili, Matrjona Alexandrovna Baranovová se i s dětmi rozhodla vrátit do Kargopole. Pravoslavná církev neumožňovala rozvod, oficiálně tedy zůstali manželé. I když svou ženu po jejím odchodu již nikdy neviděl, přesto jí i její děti až do konce života finančně podporoval.
Na podzim 1790 vyplul z Ochotska k americkému kontinentu na galeotě Tři světci, které velel navigátor Dmitrij Ivanovič Bočarov. V říjnu ztroskotal u ostrova Unalaska, 600 mil od Kodiaku a jen zásluhou pomoci místních Aleutů přežil se svými lidmi kritickou zimu. Na aleutských domorodých člunech pokračoval na jaře 1791 k ostrovu Kodiak. V letech 1791-1793 na kajaku obeplul celý ostrov a přilehlé pobřeží Aljašky. V roce 1792 přesunul ruskou osadu ze Zátoky Tří svatých do osady Pavlovskaja (v současnosti město Kodiak). V roce 1793 založil přístav Voskresensk v Čugačském zálivu. Roku 1794 byla pod vedením britského námořního kapitána pracujícího pro Šelechovu společnost postavena v Zátoce vzkříšení námořní plachetnice a brzy dorazila skupina ruských pravoslavných duchovních.
Aby si Baranov zajistil loajalitu aleutského náčelníka na ostrově Kodiak, vzal si jeho dceru jako rukojmí a zamiloval se do ní. Jednou z prvních pokřtěných domorodkyň byla tato náčelníkova dcera, která byla o 40 let mladší než Baranov. Při křtu získala jméno Anna. V roce 1795 se jim narodil syn Antipater. Nemanželský syn ženatého Baranova a jeho tvrdý přístup k domorodcům vadil duchovním na ostrově, což bylo důvodem častých sporů mezi Baranovem a domorodými Aleuty, na které si Baranov v dopisech Šelechovovi stěžoval. Kněží si v dopisech do Ruska naopak stěžovali na jeho hříšný život. Baranov se svou láskou k mladé dívce nijak netajil, objevovali se spolu na veřejnosti a žili jako manželé, za což mu hrozilo odvolání z funkce. K celé záležitosti byl na Kodiak vyslán biskup, aby situaci vyšetřil, ale s většinou duchovenstva se při aljašském pobřeží utopil, když jejich loď ztroskotala. Toto neštěstí napomohlo k tomu, že problém upadl v zapomnění. Když Baranovovi v roce 1806 zemřela v Kargopoli manželka, okamžitě se oženil s Annou.
Baranov od roku 1795 rozšířil sféru ruského vlivu a sídel dále na jih, prozkoumal severní a východní pobřeží Aljašského zálivu až k 56° s.š., zejména ostrov Baranovův, Alexandrovy ostrovy a Jakukatský záliv. Po založení Rusko-Americké společnosti (1799) se stal prvním správcem ruských osad v Ruské Americe (1799-1818) se sídlem v Novo-Archangelsku, který sám v roce 1799 založil. Značně rozšířil styky ruských osad s Kalifornií, Havajskými ostrovy a Čínou.
V roce 1799 dostal od cara Pavla I. Řád sv. Vladimíra.
V roce 1802 se indiánský kmen Tlingitů postavil na odpor postupujícím Rusům a vypukla rusko-tlingitská válka (1802-1805), kdy nejprve indiáni zničili Novo-Archangelsk a vyvraždili tamní Rusy, ale následně v roce 1804 Baranov získal zpět pozice, obnovil osadu a v roce 1805 zcela rozdrtil indiánský odpor. Za úspěšné odražení indiánů dostal od cara Řád sv. Anny 2. stupně.
Na základě Baranovova příkazu byla v roce 1812 zřízena koloniální osada a pevnost Fort Ross v Kalifornii. V roce 1815 poslal Baranov na Havaj lékaře Dr. George Schaffera, aby zřídil mezistanici pro ukotvení ruských lodí přepravujících kožešiny z Aljašky na vzkvétající trhy s kožešinami v čínském Kantonu. Zde se Schaffer dostal do ostrého konfliktu s americkými obchodníky a došlo k několika bitvám mezi Rusy a Američany. Schaffer tak musel neplánovaně narychlo odjet a zanechat ruské pevnůstky na Kauai opuštěné. Ruská vláda neúspěch havajské kolonizace přičítala Baranovovi, který jednal proti jejím doporučením, jak se na Havaji chovat.

## Odchod do důchodu a smrt
Po mnoha letech Baranovových žádostí o rezignaci se Rusko-Americká společnost rozhodla v roce 1816 70letého vládce Ruské Ameriky definitivně odvolat. Baranov měl na Aljašce neomezenou moc, vztahy s Aleuty, americkými obchodníky a španělskou Kalifornií byly založeny na jeho osobních dohodách. Společnost proto nechtěla Baranovovy úspěchy ztratit a vymyslela důmyslný plán převodu moci, připomínající puč. Operací byl pověřen Baranovův náhradník, nadporučík Ludwig von Hagemeister, kapitán lodi Kutuzov, který byl vybrán pro svou rozhodnost a nebojácnost.
Baranovovy tři děti hrály hlavní roli při převodu moci. Cílem Rusko-Americké společnosti bylo převzít na Aljašce vládu, kterou si získal Baranov a to tak, že jeho rodinu chtěla použít jako rukojmí při převodu moci a peněžních toků.
Ludwig von Hagemeister dorazil na Aljašku v listopadu 1817. Začal se zajímat o problémy osadníků a také o to, jak to na Aljašce funguje. Když se naučil Baranovův systém, předal mu jmenování. Při jednání o Baranově odchodu do důchodu ho ještě urazil. Von Hagemeister nařídil kontrolu Baranovovy činnosti a také proti němu vznesl obvinění ze zneužití moci a peněžních prostředků společnosti. Kontrola nenašla žádné účetní dluhy. Majetek společnosti na Aljašce měl mít účetní hodnotu 4,6 milionů rublů, ale při kontrole byl vyčíslen na 6,8 milionů rublů.
Správní rada Rusko-Americké společnosti trvala na vyslání Baranova do Petrohradu, kde se měl zodpovídat z neúspěchu na Havajských ostrovech. Kněží znovu připomněli jeho hříšný život před smrtí jeho první ženy, tím že proti němu vznesli obvinění a požadovali pro něho trest. Baranov chtěl naopak zůstat se svou rodinou. Nejstarší syn Antipater, Baranovova pravá ruka, byl vyslán do Petrohradu, aby zajistil pro otce vhodný dům. Baranovovi byla slíbena budoucnost jeho rodiny v Petrohradě. Bylo přislíbeno, že po jeho smrti se společnost postará o jeho dětí.
Von Hagenmeisterovo vedení Aljašky se začínalo už na konci roku 1818 hroutit, druhý guvernér nebyl oblíbený a obchodování upadalo. Sám von Hagenmeister byl Aljaškou znechucen a chtěl se rychle vrátit do Ruska. Jeho podřízený poručík Semjon Janovskij (1788-1876) se zamiloval do Baranovovy čtrnáctileté dcery Iriny, která ovládala psaní, aritmetiku a také plynně hovořila nejen rusky, ale i aleutsky, anglicky a německy. Baranov se svatbou souhlasil pod podmínkou, že Janovskij zaujme funkci guvernéra namísto von Hagenmeistera, s čímž souhlasil i von Hagenmeister, který se chtěl vrátit do Ruska.
Alexandr Andrejevič Baranov nakonec vyplul i von Hagenmeisterem. Z Aljašky nechtěl odplout bez rodiny, ale byl pod neustálým tlakem společnosti. Jeho rodina tedy zůstala na Aljašce, jen syn ho čekal v Petrohradě. Odplouval unavený a vysílený, přesto se zdál být zdravý. Podle oficiální zprávy Baranov na lodi onemocněl a proto došlo ke změně. Místo obvyklé plavby z Aljašky do Ochotsku a pak po pevnině přes Jakutsk do Petrohradu se rozhodli plout kolem Afriky, ale i tento plán se změnil, když loď zakotvila v Batavii na ostrově Jáva. Baranov byl ubytován v místním hotelu při pobřeží, kde strávil 36 dní osamocen. Von Hagenmeister k němu nikoho nepustil, podle jeho informací byl Baranov vážně nemocný. Zda Von Hagenmeister mluvil pravdu či nikoliv není známo.
Některé problémy Baranova ve funkci guvernéra byly zřejmé, ale za 28 let své vlády vykonal pro Společnost mnoho záslužných činů. Kontrola zjistila, že si vedl lépe než se předpokládalo a mezi místními byl oblíben. Podle některých zdrojů se někomu nehodilo, aby se objevil v Petrohradě a stanul před hlavním akcionářem společnosti, kterému by nahlásil, že Správní rada společnosti byla odtržena od skutečné reality. Snad i proto pouhé 4 dny po vyplutí z Batavie na palubě lodi Kutuzov Baranov zemřel. Jeho tělo bylo pohřbeno po námořnicku, vhozením do Jávského moře.

## Památky
- Baranovův ostrov na Aljašce
- Socha Alexandra Andrejeviče Baranova v Sitce[11] - 29. září 2020 byla odstraněna, protože podle hnutí BLM socha připomínala kolonialismus a rasismus. Socha byla přesunuta do muzea[12][13]
- Americká dopravní loď SS Alexander Baranof.
- V červenci 1997 u příležitosti 250. výročí Baranovova narození byl v Kargopoli postaven jeho pomník.
- V roce 1991 vydal SSSR poštovní známku věnovanou Baranovovi.
- Ostrov v Karském moři, hora a mys na Sachalinu
- V roce 1991 vydal SSSR pamětní minci z palladia v sérii "250 let objevení ruské Ameriky" s vyobrazením Baranova.
- V roce 2022 bylo rozhodnuto o vybudování památníku v Archangelsku na počest Baranova.[14]

## Galerie

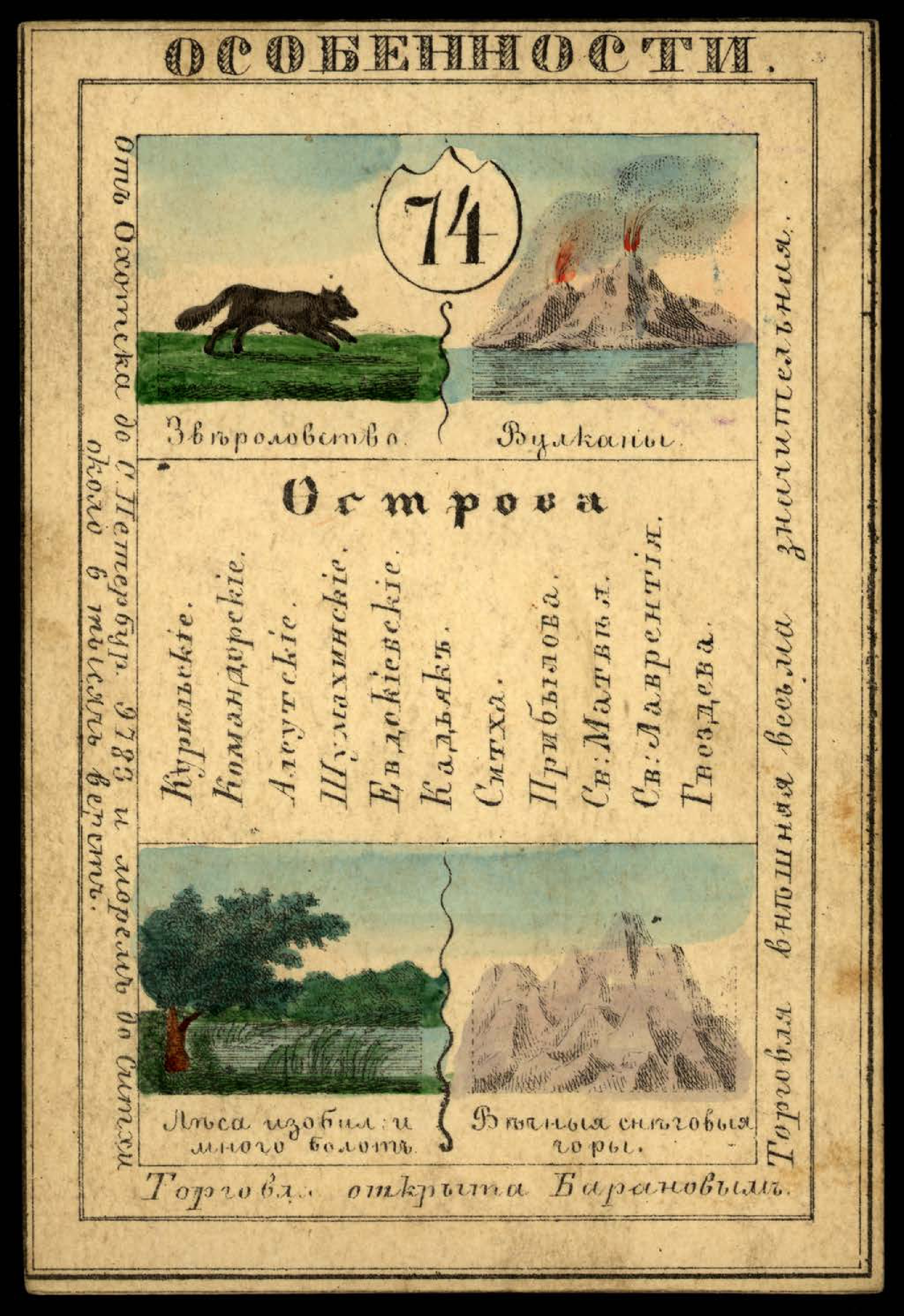
Karta ze sady zeměpisných karet Ruské říše (1856)
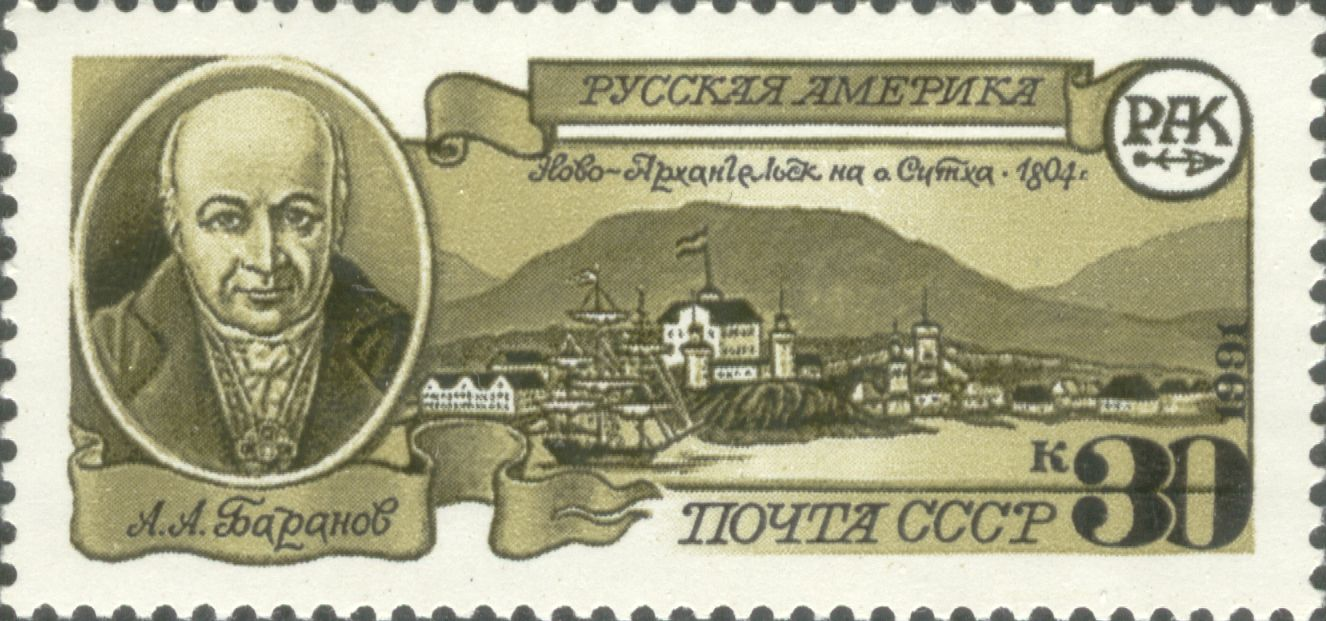
Sovětská poštovní známka (1991)
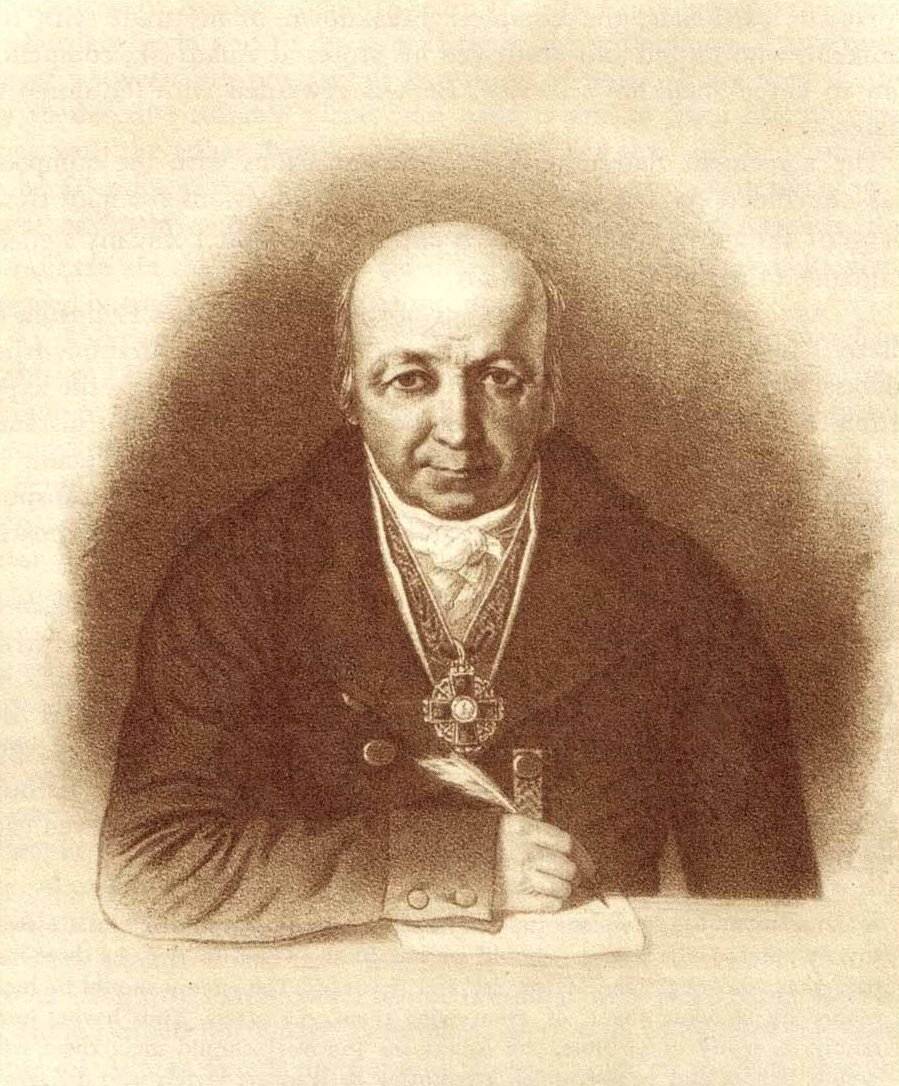
Alexandr Baranov
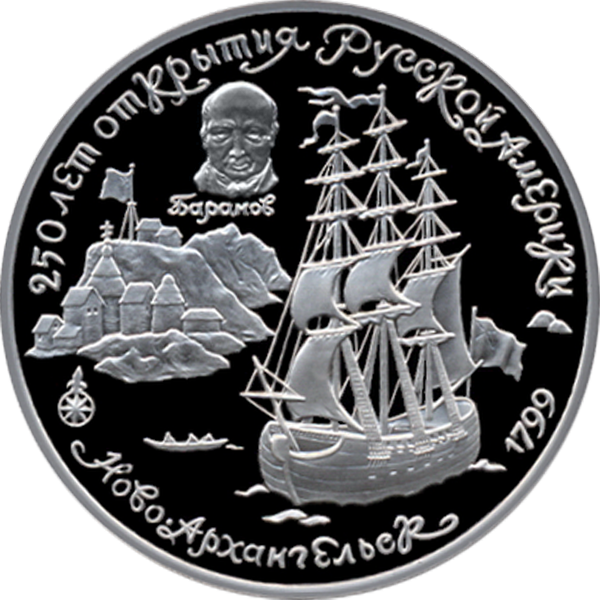
Pamětní mince 25 rublů z palladia, SSSR, rok 1991
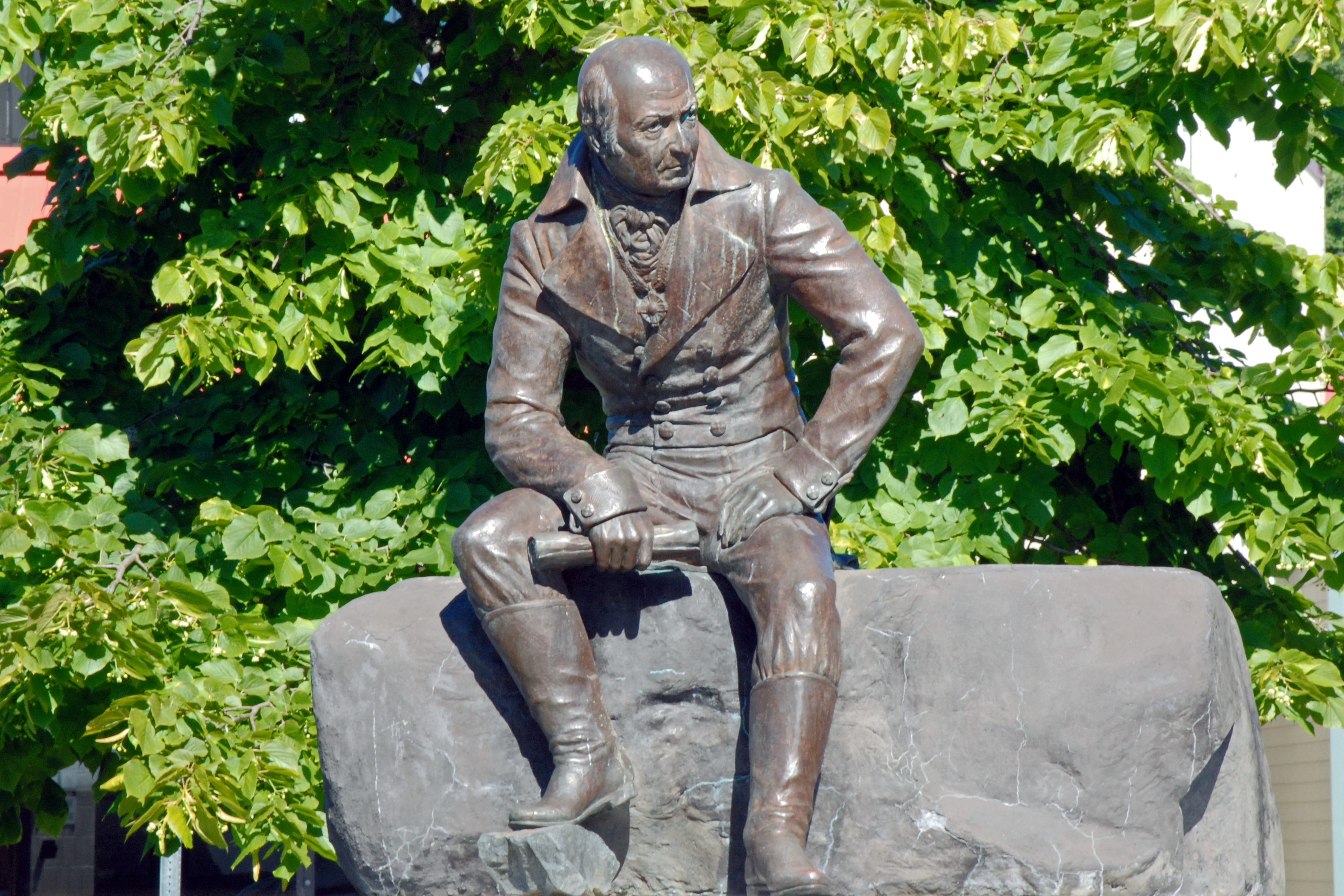
Baranovova socha v Sitce, v roce 2020 odstraněna